# Milevsko (stacja kolejowa)
Sepekov – stacja kolejowa w miejscowości Milevsko, w kraju południowoczeskim, w Czechach. Znajduje się na linii 201 Tábor - Ražice, na wysokości 455 m n.p.m..  

## Linie kolejowe
- 201: Tábor - Ražice